# Collat
Collat település Franciaországban, Haute-Loire megyében. Lakosainak száma 74 fő (2022. január 1.). Collat La Chapelle-Bertin, Chassagnes, Josat, Montclard, Sainte-Marguerite, Saint-Pal-de-Senouire és Saint-Préjet-Armandon községekkel határos.

## Népesség
A település népességének változása:
| Lakosok száma | 175  | 124  | 96   | 84   | 88   | 85   | 78   | 73   | 72   | 74   |
|               | 1968 | 1982 | 1990 | 2006 | 2013 | 2015 | 2017 | 2019 | 2020 | 2022 |